# Berycopsis
Berycopsis is een geslacht van uitgestorven straalvinnige beenvissen die leefden in het Laat-Krijt. Deze vissen behoorden tot de eerste stekelvinnigen of Acanthopterygii.

## Kenmerken
Hij was ongeveer 35 centimeter lang en een van de eerste leden van de Acanthopterygii, de groep waartoe ook de huidige barracuda's, zwaardvissen, zeepaardjes en platvissen behoren. Het lichaam van deze vissen was bezet met dunne, ronde schubben, die ruw aanvoelden als gevolg van de zich daarop bevindende, kleine kamvormige tanden. De eerste vinstraal van de rug- en aarsvin was uitgegroeid tot een grote stekel. De borstvinnen bevonden zich hoog op de flanken. De buikvinnen stonden ver naar de voorzijde geplaatst.
Het drijfvermogen werd op peil gehouden door gas uitstotende en opnemende klieren. Dit was nodig omdat de zwemblaas geen verbinding meer had met de keel, waardoor de gashuishouding moest worden aangepast.

## Vondsten
Vondsten zijn gedaan in Engeland.